# 262고지 전투
262고지 전투(영어: Hill 262) 또는 몽오멜 능선 전투(프랑스어: Mont Ormel)는 코데하르 지역을 내려다보는 고지 지역이자 제2차 세계 대전 당시 오버로드 작전의 마지막 격전지 중 한 곳인 262고지에서 벌어진 전투였다. 1944년 늦여름, 연합군은 팔레즈에 2개의 독일 육군을 가두는데 성공했다. 이 지역을 내려다볼 수 있었던 몽오르멜 능선은 팔레즈 포위망의 유일한 탈출구 바로 옆에 있었다. 폴란드군은 8월 19일 능선의 북쪽 고지를 포위하여 8월 21일 정오까지 지속적인 공격을 받으며 고립되었음에도 불구하고 이 지역을 지키는데 성공하여 이어지는 연합군의 결정적인 승리에 지대한 기여를 했다.
미군이 코브라 작전에서 승리한 이후 연합군은 센강 서쪽에 주둔한 대부분의 독일군을 차단하여 궤멸시킬 수 있는 기회를 얻었다. 영국군, 미군, 캐나다군이 팔레즈 인근으로 모여들기 시작했고, 독일 제7군과 제5기갑군의 일부 병력을 팔레즈 포위망이라 불리는 지역에 가두어 놓았다. 8월 20일 육군 원수 발터 모델은 철수를 명령했으나 이 때 연합군은 이미 탈출로를 봉쇄하기 시작했다. 8월 19일 밤, 스타니스와프 마체크의 폴란드 제1기갑사단의 2개 전투단이 몽오르멜 능선 안팎인 팔레즈 포위망 입구를 진지화했다.
8월 20일, 그의 부대는 포위되었고 모델은 폴란드군의 위치를 포위망 안팎에서 공격했다. 독일군은 좁은 도주로를 확보하고 능선을 고립시키려고 했다. 이러한 도주로를 차단할 전투력이 부족했지만, 폴란드군은 이런 상황에도 불구하고 포위망을 탈출하는 독일군 부대에게 지속적이고 정확한 포격을 가해 수많은 독일군 사상자가 발생하게 했다. 격분한 독일군 부대는 262고지의 견고한 방어선에 손실을 입힐 정도로 8월 20일 맹공을 퍼부었다. 매우 지친데다가 무기가 위험할 정도로 부족했지만, 폴란드군은 능선의 거점을 사수하기 위해 노력했다. 다음 날 정오까지 강도가 약한 공격이 이어졌지만 이것은 폴란드군의 거점을 정복하려던 독일군의 마지막 공격이 실패로 끝났음을 의미했다. 폴란드군은 캐나다 척탄보위대 덕분에 정오 이후 독일군의 압박으로부터 벗어날 수 있었으며, 이들의 끈질긴 사수 덕택에 팔레즈 포위망의 폐쇄와 노르망디 내 독일군의 붕괴가 확실시되었다.

## 배경

트랙터블 작전 이후 1944년 8월 17일 연합군과 독일군의 위치. 이 때 독일 제7군과 제5기갑군은 포위에 직면했다.

1944년 7월 25일, 중장 오마 브래들리는 노르망디 상륙 당시 교두보에 미국 제1군을 가두어 놓은 독일군 방어선에 맞서 코브라 작전을 개시했다. 브르타뉴를 통과해 방어선을 차단하고 이를 통해 보카주 일대에서 작전에 제약을 받는 그의 병력을 해산시키는 것이 주요 목적이었음에도 불구하고, 육군 원수 귄터 폰 클루게의 B 집단군이 뤼티히 작전에서 전투에 효율적인 편성부대를 이용하고 철수를 늦추려고 할 때 이 공세는 미군 구역 내의 독일군 전체의 붕괴를 촉발시켰다. 독일군의 좌안이 붕괴되자 미군은 브르타뉴를 따라 저돌적인 공세를 시작했지만 대부분의 기갑군을 포함한 독일군의 대다수는 영국군과 캐나다군 구역에 남아있었다. 독일군 병력을 포위하고 결정적인 패배를 직감한데다가 브래들리의 촉구에 힘입어 연합군 육군 최고 사령관 버나드 몽고메리는 조지 S. 패튼에게 팔레즈를 향한 미국 제3군의 진격을 금지했다. 이것을 점령하면 노르망디 내 남아있는 독일군 병력 전체가 차단될 수도 있었다. 미군이 남쪽으로부터 포위를 가하고, 영국 제2군이 서쪽에서 포위를 시작하는 동안 완벽한 포위를 완성하는 것은 새로 취임한 해리 크레러 장군 휘하의 제1캐나다군이 맡게 되었다. 이 목표를 성취하기 위해 크레러와 중장 가이 시먼즈는 제2캐나다군단에게 토털라이즈 작전이라 명명된 영국-캐나다 연합군의 공세를 계획했다. 팔레즈 북쪽의 여러 고지들을 포위하기 위해 베리에르 능선 전투와 생토 인근에서 초기에 승리를 거두었음에도 불구하고 8월 9일부터 공세는 어려움을 겪기 시작했다. 강한 독일군의 방어와 캐나다 사령부의 미결정과 머뭇거림은 연합군의 노력을 좌절시켰고, 제4캐나다사단과 폴란드 제1기갑사단 내에서는 많은 사상자가 발생했다. 영국-캐나다군은 팔레즈 북쪽인 195고지에 8월 10일 도달했으나 더 이상의 진군이 어려웠기에 토털라이즈 작전은 취소되었다.

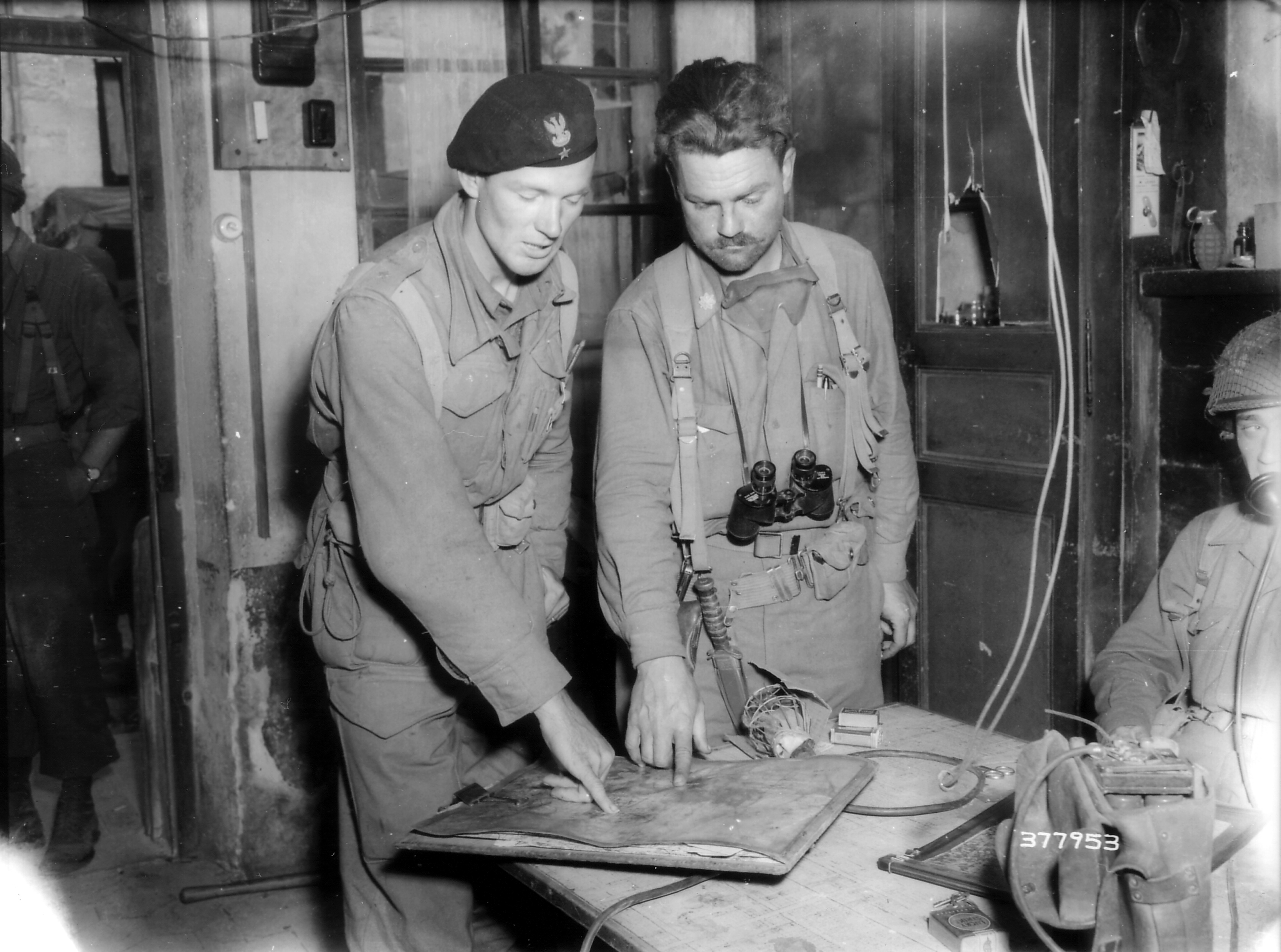
폴란드 제1기갑사단의 클라프토츠 중위와 미국 제90보병사단 레오나르도 덜이 샹부아에서 1944년 8월 만났다. 이는 샹부아 전투 이후 독일군이 샹부아에서 쫓겨난 이후였다. 샹부아 전투 이후 트러와 샹부아 사이의 틈을 메우려는 시도는 끊임없이 이어졌지만 독일군은 그 틈이 닫히지 않게 하는 데 애썼다.

캐나다군은 재조직하여 8월 14일 트랙터블 작전을 개시했다. 이는 팔레즈가 함락된지 3일 후였다. 연합군의 올가미 작전은 폰 클루게 병력에 지나치게 가까워지고 있었으며, 폴란드 제1기갑사단이 이러한 올가미를 더욱 단단히 조이는 임무를 맡았다. 8월 19일 사단장과 만난 시먼즈는 스타니스와프 마체크 장군에게 팔레즈 포위망을 빨리 닫는 것의 중요성을 강조했다. 모시-샹부아-코데하르 지역을 담당하는 임무를 부여받고, 마체크의 폴란드 제1기갑사단은 3개의 전투단으로 나뉘었지만 이 전투단은 다른 부대의 지원을 받지 못했다. 각각의 기갑여단과 보병대대는 샹부아 북쪽의 교외 지역을 휩쓸고 다녔다. 그러나 독일군의 강력한 저항과 코츠스키의 전투단이 길을 잃어 구출해야 했기 때문에 폴란드군의 진격은 더디어졌다. 그러나 이러한 오류는 제2기갑여단이 샴푸쉬흐삭트에 제2SS기갑사단의 본부가 위치해 있다는 것을 발견했을 때, 우연히 발견했음을 알게 되었다. 교도소에 있는 죄수들과 여기에 있던 무기들을 바탕으로 폴란드군은 제1SS기갑군단과 제2SS기갑군단에 관련된 독일군의 방어 방식을 자세히 알 수 있는 명령 체계를 획득했다. 사단은 샹부아, 코데하르, 몽오르멜 능선을 장악하지는 못했다. 시먼즈의 충격 요법으로, 마체크는 가능한 한 빠르게 이 목표들을 장악하기로 결심했다. 제10폴란드기계화보병대대와 제10폴란드산악소총여단이 샹부아 일대에서 격전을 벌였으며 이후 남쪽에서 지속적으로 공격을 가해오던 미군 제90보병사단과의 연결에 영향을 주었다. 트러와 샴푸쉬흐삭트를 점령한 이후, 제4캐나다기갑사단은 이들을 도울 수 있게 되었고, 8월 19일 밤 연합군은 샹부아를 점령하였다.
포위군 사이에 연락이 가능했음에도 불구하고 연합군은 제7군의 도주로를 더 강력한 병력으로 차단할 수 없었고, 그들의 위치 또한 맹공에 직면했다. 낮 동안 제2기갑사단의 종대가 생람베르에서 캐나다군을 돌파했고, 마을 절반을 점령하여 6시간 동안 독일군의 탈출을 도왔다. 많은 독일군이 이 길을 따라 탈출했고, 대다수의 소수 군대만이 밤에 디브강을 건너던 중 충돌을 빚었다.

## 몽오르멜 능선
샹부아 동북쪽에서 디브 강 계곡을 내려다보는, 가늘고 긴 삼림이 우거진 능선이 코데하르 마을 위의 북쪽과 남쪽을 가로지른다. 이 능선의 2개의 봉우리인 북 262고지와 남262고지는 능선의 이름과 일치하는 몽오르르멜 마을이 위치한 좁은 길 양쪽에 있었다. 이 이름은 레이놀즈가 북 262고지에 붙인 것이지만 다른 서적에는 전체 능선에 이 이름을 붙였다. 서쪽 경계와 접한 소수의 도로가 샹부아에서 이 지역까지 이어져 센 강과 비모티에로 이어졌다. 역사학자 마이클 레이놀즈는 262북쪽 지점을 “팔레즈 포위망 대부분을 명확하게 보여줄 수 있는 곳”이라 묘사했다. 연합군의 지도를 보며 마체크는 이러한 형세가 원시인이 가지고 다니는 2개의 둥글납작한 부분이 달린 막대기로 보았으며, 폴란드군은 “전곤”이라는 뜻을 가진 폴란드어 "마츠가"라고 별명지었다. 연합군에게 262고지로 알려진 능선은, 팔레즈 포위망을 차단하고 독일 제7군을 구조하려는 외부의 시도를 막는 중요한 폐쇄 지점이 되었다.

### 8월 19일

제4캐나다기갑사단이 생람베르로 진격하는 동안, 폴란드 제1기갑사단은 3개의 전투단으로 나뉘었다. 한 전투단은 샹부아로 진격해 미국 제90보병사단이 공격하고 있는 샹부아로 진격했고, 나머지 2개의 전투단은 코데하르와 몽오르르멜 능선 주변의 팔레즈 포위망의 입구에서 차단망을 형성하기 위해 진군했다.

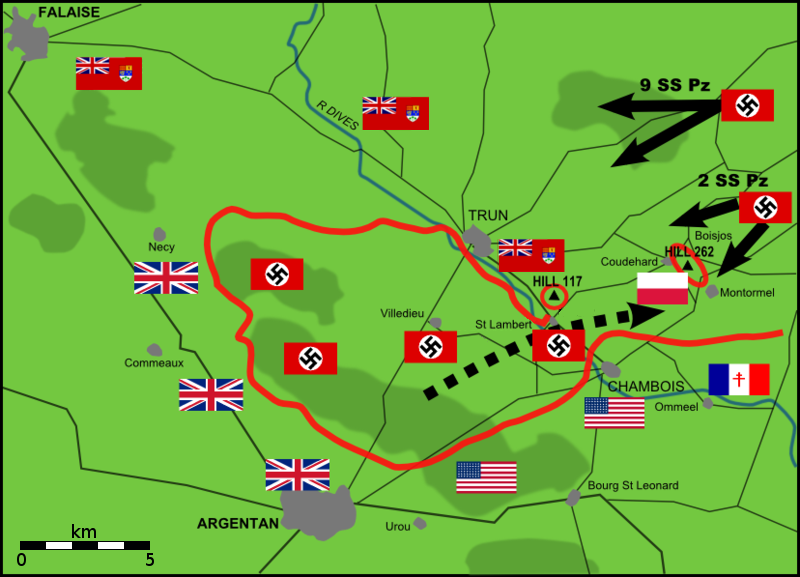
독일군이 팔레즈 포위망에 가한 반격 지도로, 이들은 생람베르-트런과 샹부아 사이의 틈을 이용해 고립된 폴란드군에 공격을 가했다.

8월 19일 정오 이후 중령 지고르젤스키의 전투단이 제1폴란드기갑여단과 제9보병대대, 그리고 대전차포 편성군을 이끌고 몽오르르멜 능선과 코데하르 지역을 향해 돌격을 감행했다. 전투단의 일부가 코데하르에 남아있는 동안 2개의 폴란드고지대대가 북쪽 봉우리를 향해 공격을 감행했고, 알렉산더 스테파노비츠의 제1기갑여단의 편대들이 차량 접근이 가능한 좁고 구불구불한 도로를 따라 진격을 감행했다. 폴란드군은 12시 40분경에 정상에 도달해, 88mm 포와 105mm 포, 누벨바르퍼, 전차와 말이 이끄는 수레가 있는 2마일가량의 독일군 종대에 포격을 가하기 전 독일군 대다수를 억류했다. 폴란드 제1기갑여단의 3개 연대는 기관총과 대포로 포격을 가했고, 지휘 차량이 곧 파괴되고 나쁜 위치 때문에 독일군 전차들은 언덕 위의 셔먼 전차들을 맞힐 수 없었다. 포탄은 셔먼 전차 포신 위로 지나갔다. 장비의 완전한 파괴와 몇몇 포로가 잡혔기 때문에 샹부아-비모티에 도로를 따라 접근하는 종대의 잔병들을 폴란드군은 헌스펠트 전투라 불렀다. 이 승리는 몇몇 시간 동안 발생한 뼈아픈 승리였다. 북 262고지가 폴란드군의 손에 떨어졌음을 발견하여 충격을 받았음에도 불구하고, 독일군은 누벨바르페와 대전차포를 통한 포격으로 빠르게 대응했다. 폴란드군은 반격을 가했고, 부상자를 포함한 더 많은 독일군이 포로로 잡혔다. 이들은 능선의 북쪽 경사면에 위치한 사냥 오두막인 자메체크로 이동했다. 코데하르 인근의 137고지는 3시 30분에 함락되어 수많은 독일군이 추가로 포로로 잡혔다. 이들은 샹부아에 있는 미군에게 넘겨졌다.
오후 5시 경, 제2기갑여단과 제8보병대대로 구성된 코츠스키 중령의 전투단이 능선에 도착했고, 폴란드고지대대의 잔병과 제9보병대대의 병력이 7시 30분에 뒤이어 도착했다. 제9보병대대의 잔병과 대전차 여단은 코데하르에서 북쪽으로 2 km 떨어진 보이요 인근에 남아있었지만 2개의 전투단은 80대의 전차, 20대의 대전차포, 그리고 1,500명의 보병으로 구성되어 있었고, 이 전투단 모두가 262고지 주변에 집중되어 있었다. 폴란드군은 남 262고지를 점령하지는 못했다. 중령 지드지스와브 시즈드로프스키가 제9보병대대를 지휘해 남쪽 봉우리를 점령하라는 명령을 내렸으나 짙어져가는 어두움과 파괴된 독일군 종대에서 피어오르는 연기가 전투현장을 방해하여 다음 날 아침이 되기 전까지 고지를 점령하는 것은 극도로 위험했다. 폴란드군은 이 날 밤을 북 262고지를 요새화하고 남쪽, 남서쪽, 북동쪽의 사수 지점에 참호를 파는데 집중했다.

### 8월 20일

8월 20일 당시 북 262고지에 있던 폴란드군과 생람베르에 있던 캐나다군은 팔레즈 포위망에서 탈출하는 독일군의 동쪽 도주로를 완전히 봉쇄할 수 없었지만 그럼에도 불구하고 이들은 이 지역을 통과하는 독일군에게 정확한 공격을 가해 수많은 사상자를 발생시켰다. 독일군은 능선에 있는 그들의 지휘부를 무력화하기 위해 필사적인 노력을 가했다.

20개가량 독일군 기갑 및 보병사단이 8월 12일 팔레즈 포위망에 갇혔으며, 이 중 12개의 사단은 여전히 싸움을 이어갈 수 있었다. 이러한 부대 편성이 동쪽으로 이동할 수 있도록 독일군은 필사적으로 포위망의 입구를 열어놓으려고 했고, 캐나다군과 트런 및 생람베르에서, 미군 및 폴란드군과는 샹부아에서 격전을 벌였다. 8월 19일 밤 포위망 밖으로 탈출하려는 독일군의 움직임은 몽오르멜 능선에서 폴란드 전투단에 의해 차단되었다. 이것을 발견한 이후 스테파노비츠는 코츠스키와 상의했다. 풍부한 무기가 없는 상황에서 포위망을 차단하거나 그들의 도주로에서 독일군을 싹쓸이하는 것은 불가능했기 때문에 두 사람은 독일군의 압박이 완화될 때까지 고지를 사수하는 것이 그들의 생존 방식이라고 결정내렸다. 북 262고지의 폴란드 병사들은 아래 계곡에서의 움직임을 들을 수 있었음에도 불구하고 박격포가 제8보병대대의 위치에 떨어짐으로써 그 날 밤은 무사히 지나갔다. 남 262고지를 점령하지 않고서 폴란드군이 능선의 남쪽 경사면을 쉽게 통과하는 것을 막기는 불가능했다. 울퉁불퉁한 삼림 지역은 두꺼운 산울타리가 쳐져 있어서 낮에는 서쪽과 서남쪽 지역의 통제를 어렵게, 밤에는 완전히 불가능하게 만들었다. 8월 20일이 아침이 밝아오자 시즈드로프스키는 이전 날의 명령을 충족시키기 위한 준비를 마치고 그의 제9보병대대의 2개 여단에게 남 262고지를 공격하라 지시했다. 제1기갑여단의 지원 하에 이들은 공격을 개시했으나 도로를 따라 진격하는 것은 곧 독일군의 강력한 저항으로 무산되었다.
제7군이 노르망디 밖으로 탈출할 수 있는 유일한 도주로를 내려다보는 폴란드군의 지휘부가 있는 지점은 독일군 후퇴에 있어서 심각한 장애가 되었다. 육군 원수 귄터 폰 클루게의 직위를 이틀 전에 물려받은 발터 모델은 전반적인 철수를 인정했으며, 이러한 병목 현상을 제거해야 할 필요성을 알고 있었다. 그는 제2SS기갑사단 다스 라이히와 제9SS기갑사단 호엔슈타우펜의 병력에게 포위망 바깥에서 262고지를 공격하라 지시했다. 9시에 자메체크 주위의 제8보병대대가 위치한 곳부터 북 262고지의 북쪽 및 북동쪽 부분이 공격을 받았고, 10시 30분이 되어서야 독일군이 퇴각했다. 격전으로 인해 제1기갑여단의 지원품 수송대가 파괴되었다.

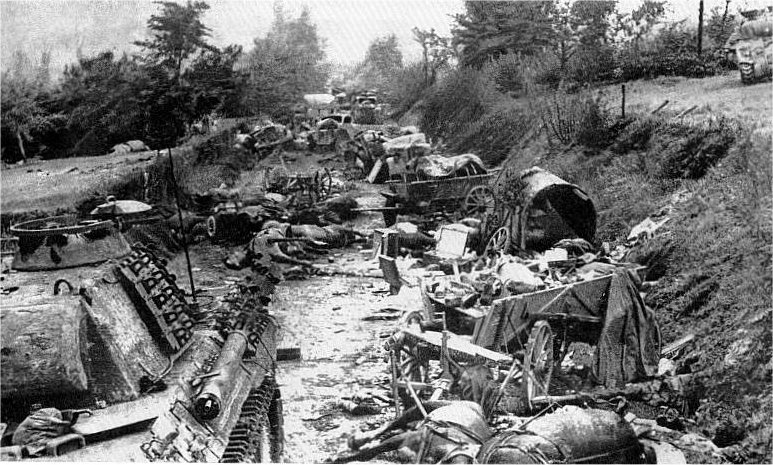
제1기갑여단에 의해 262고지 인근에서 파괴된 독일 종대

포위망 이내에로부터 탈출로를 찾고 있는 독일군 편성부대들은 트런과 샹부아 사이의 연합군 전선에 난 틈으로 몰려들었다. 이들은 능선 서쪽으로 향하는 경우가 대부분이었다. 폴란드군은 샹부아로부터 오는 도로가 디브 강을 따라 군대와 차량들로 막혀 있는 것을 볼 수 있었다. 전차와 자주포를 포함한 수많은 종대가 북동쪽에서 내려오는 것을 본 제1기갑여단의 제3분대는 1시간 동안 포격을 가했고, 독일군 보병은 뿔뿔이 흩어지고 말았다. 독일 전차의 움직임을 근처 고지에서 파악한 이후 능선에서 북쪽으로 3 km 떨어진 239고지에서, 공격이 계획되어 북 262고지 북쪽의 폴란드군에게 지원을 제공하려는 시도가 있었다. 그러나 제2기갑여단의 제2분대는 239고지를 지키라는 임무를 받아 그들의 방어 임무로부터 전차를 내어줄 수 없는 상황이었다. 8월 20일 낮에는 239고지에서 제2SS기갑사단의 판저 전차가 고지를 올라가 5대의 M4 셔먼 전차를 격파했다. 생존자들은 북쪽에서 또다른 전차가 파괴되었음에도 불구하고 위치만 전환했다. 정오 무렵 독일군은 야포와 박격포로 공격을 가했고, 이는 폴란 군 내에서 사상자를 발생시키는 원인이 되었다. 이 공격은 오후가 끝날 때까지 이어졌다. 같은 시단 헤이팅거 전투단이 코데하르 동북쪽의 중요한 도로 교차점을 포위했다. 몇몇 제10SS기갑사단 프룬츠베르크와 제12SS기갑사단 히틀러유겐트, 그리고 제116기갑사단이 북 262고지를 통과하기 위해 이 지역의 방어선을 정리하려고 했고, 오후 중반에는 1만 명의 독일군이 포위망을 탈출했다.
이 무렵, 제3강하사단의 대대가 제1SS기갑사단 총통경호친위대 아돌프 히틀러의 기갑여단과 함께 능선의 공격에 참여했다. 오후 2시 경, 능선의 북쪽 경사면에 있던 제8보병대대가 다시 한 번 더 공격을 받았다. 폴란드군의 위치로 접근하던 보병 및 기갑사단의 공격이 실패로 돌아가서 수많은 독일군이 포로로 잡히고 독일군 포병 부대에서 사상자가 많이 발생했음에도 불구하고, 폴란드군은 서서히 밀려나기 시작했다 그러나, 그들은 북 262고지의 봉우리를 지켜낼 수는 있었으며 훌륭한 협조를 보여준 야포부대의 공격이 방어망을 뚫으려는 독일군 부대에게 정확한 타격을 지속적으로 입히고 있었다.or. 또 다른 폴란드군 부대는 239고지를 향해 공격을 시도하려고 했으나 독일군의 준비가 철저하여 제9보병대대의 제3연대는 큰 피해를 입고 물러났다.

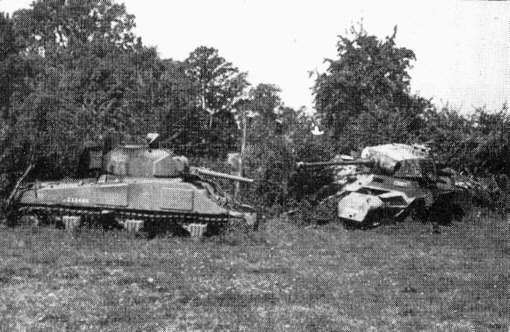
폴란드군의 셔먼 전차 2대와 독일군 차량 2대가 보이요이에서 파괴되었다. 독일군 차량은 판터 전차와 Sd.Kfz. 251이다.

사상자에 몹시 격분한 제7군 사령관 겸 친위대 최상급집단지도자 파울 하우서는 폴란드군 위치가 제거되어야 한다고 명령했다. 오후 3시 제352보병사단의 잔병들과 몇몇 제2SS기갑사단의 전투단이 포함된 병력이 제8보병대대와 제9보병대대에 막심한 피해를 입혔다. 오후 5시, 공격은 최고조에 달했고 폴란드군은 그들의 교두보 내부로 들어온 독일군 전차, 보병들과 맞서 싸웠다. 제2SS기갑사단의 수류탄이 능선의 정상을 거의 맞췄으나 이들은 잘 조직된 폴란드군 방위대에 의해 퇴각했다. 사수 지점의 연계성 및 통합성은 오후 7시까지 회복되지 못했고, 폴란드군은 그들 스스로 적을 방어하는 상황에서 모든 무기들을 소모하고 말았다. 독일 의료대가 20분 동안의 휴식 동안 포위망을 빠져나갔고, 이후 공격은 2배의 강도로 재개되었다.
이 날 초, 시먼즈는 그의 부대에게 262고지에 고립된 폴란드군에 닿기 위한 모든 노력을 기울일 것을 명령했다. 그러나 제9SS기갑사단과 제3강하사단의 희생적인 노력으로 이들은 캐나다군이 262고지에 오는 것을 막는데 성공했다. 무기가 위험할 정도로 적은데다가 대부분이 박격포 공격으로 인해 부상을 입은 양측 모두의 수감자 및 부상자를 탈출시키기도 어려웠던 상황에서 폴란드군은 제4캐나다기갑사단이 저녁에 이들을 구조해줄 것이라고 믿고 있었다. 그러나 밤이 되자 연합군의 구조는 그 날 능선까지 도착할 수 없음이 분명해졌다. 방해할 수 있는 모든 수단이 부족해진 상황에서 지친 폴란드군은 제47기갑군단의 잔병들이 포위망을 떠나는 것을 지켜볼 수밖에 없었다. 싸움은 잦아들었지만 어둠을 틈타 간헐적으로 공격이 이어졌다. 폴란드 포병이 구역을 벗어나려는 독일군에게 지속적으로 공격을 가해 이들을 괴롭혔음에도 불구하고 피 튀기는 격전 이후 이들 사이에 직접적인 충돌 없었다. 스테파노비츠는 그날 전투에 다쳤지만, 그의 남아있는 부하 4명에게 다음과 같은 말을 전했다.
제군들, 모든 것을 잃었다. 나는 캐나다인들이 우리를 구조해줄 것이라 생각하지 않는다. 우리에게는 오직 110명의 건강한 남자들만이 남아 있다. 야포 1대에는 5발의 대포가, 병사 1명에는 50발의 총알만이 남아있다. 그것은 매우 적은 양이지만 싸움은 결국 똑같다. 친위대에게 항복하는 것은 쓸모없는 짓이다. 그리고 제군들은 그것을 알고 있다. 나는 제군들에게 감사한다. 제군들은 훌륭히 싸웠다. 행운을 빈다! 오늘 밤 우리는 폴란드와 문명을 위해 죽을 것이다! 각 전차는 독립적으로 싸우고, 모든 병사들도 한 명 한 명 최선을 다해 싸워라!"

### 8월 21일
다음 날 아침은 비행하기에 좋지 않았다. 하지만 능선의 폴란드군에게 무기를 공중투하하려는 노력이 이루어졌다. 캐나다군이 지원을 재개하고 239지점으로 나아가고 있다는 것을 알게되자, 폴란드 제1기갑연대 제3비행중대의 한 소대는 7시에 자메체크 아래쪽의 독일군을 정찰하였다.
아침이 되자 독일군은 샹부아-비무티에를 따라 있는 포위망과 그 동쪽에서 더 격렬히 공격을 하기 시작했다. 쿠드하르 쪽에서의 공격으로 폴란드군의 방어는 뚫렸고 포로들이 탈출하였다. 독일군의 마지막 공격은 11시 경에 이루어졌다. 남은 SS이 나무가 무성한 언덕을 통해 제1기갑연대의 후방으로 침투하였다. 하지만 이 자살 공격은 제1기갑연대 전차의 대공기관총으로 보조를 받은 제9보병대대에 의해 직사거리에서 제압되었다. 기관총의 예광탄은 풀밭을 향해 발사되었고, 능선의 부상자들을 사살하였다. 마지막 공격이 무산됨에 따라 언덕을 타겟으로 한 독일군의 포와 박격포 공격 또한 무산되었다.
폴란드 제1기갑연대의 정찰대는 샹부아에서 262고지 북쪽의 동료들에게 가려고 했지만 실수로 능선의 방어병력의 공격을 받게 된다. 여기에서 크롬웰 전차 2대를 잃은 연대는 철수하였다. 12시에 폴란드의 선발 순찰대는 239지점 부근에서 캐나다 선봉대를 마주했다. 캐나다 척탄보위대는 그로부터 한시간 후 능선에 도달하였다. 그들은 그곳에 도달하기까지 5시간 이상 전투를 하였는데, 판터 두 대, 전차 한 대, 자주포 두 대를 상대했다. 14시에 첫번째 공급부대가 도달하였고, 262고지는 안정화되었다.

## 여파
팔레즈 포위전은 8월 21일 저녁에 종료되었다. 제4캐나다기갑사단은 코드하르에서 폴란드군과 연계하였고, 제3보병사단와 제4보병사단은 램버트산과 샹부아로 향하는 북쪽 길을 완전히 확보하였다.
레이놀즈와 맥길리레이는 맥츠가에서의 폴란드군 손실을 사상자 351명과 전차 11대라고 보는 반면, 야리모비치는 사망자 325명, 부상자 1002명, 실종자 114명으로 보는데 이는 사단 전력의 20%에 달한다. 코프가 인용한 폴란드 제1기갑사단의 작전 보고서에 따르면, 팔레즈 포위전의 전체 작전에서 인명피해는 사망자 466명을 포함하여 총 1441명이다. 맥길리레이가 추산하길, 독일군은 능선에서 사상자 500명과 수감자 1000명의 손실을 입었는데 이 중 대부분은 제12SS기갑사단 소속이다. 그의 추가 기록에 따르면, 티거는 판터와 4호 전차, 그리고 많은 포들을 파괴하는 성과를 냈다.
몇몇 추정에 따르면, 10만에 달하는 독일군이 대다수가 부상을 입으면서도 연합군의 포위망을 빠져나갔지만 4~5만 명 정도가 포로가 되었고 1만 명 이상이 사망하였다. 그레고르 달라스는 "폴란드군이 팔레즈 포위전을 끝냈다. 그들이 파리로 향하는 길을 열었다"고 하였다. 가이 시먼즈는 "사는 동안 그러한 혼란을 본 적이 없다"고 했으며, 캐나다 공병들은 북262 고지에 "A Polish Battlefield"라는 단순한 표지를 남겼다.
전투 20주년인 1965년에 전투에 참전했던 폴란드, 캐나다, 미국, 프랑스 군대를 위한 기념비가 262고지에 세워졌다. 드와이트 D. 아이젠하워 전 미국 대통령은 그 일에 대해 "그보다 더 죽음과 지옥, 그리고 완전한 파괴를 보인 전투가 없었다"고 말했다. 1994년에는 전투 50주년을 맞아 같은 위치에 코드하르-몽트오멜 박물관이 세워졌다.

## 참고 문헌
- Bercuson, David (2004) [1996]. 《Maple Leaf Against the Axis》. Red Deer Press. ISBN 0-88995-305-8.
- Copp, Terry (2006). 《Cinderella Army: The Canadians in Northwest Europe, 1944–1945》. University of Toronto Press. ISBN 0-8020-3925-1.
- Copp, Terry (2004) [2003]. 《Fields of Fire: The Canadians in Normandy》. Toronto: University of Toronto Press. ISBN 0-8020-3780-1. OCLC 56329119.
- Dallas, Gregor (2005). 《1945: The War That Never Ended》. Yale University Press. ISBN 0-300-10980-6.
- D'Este, Carlo (1983). 《Decision in Normandy》. Konecky & Konecky. ISBN 1-56852-260-6.
- Florentin, Eddy (1967) [1965]. 《The Battle of the Falaise Gap: An Army Dies in Normandy》 Fir American판. Hawthorn Books.
- Hastings, Max (1999) [1984]. 《Overlord: D-Day and the Battle for Normandy》. Pan Books. ISBN 0-330-39012-0.
- Hastings, Max (2006) [1984]. 《Overlord: D-Day and the Battle for Normandy》 repr.판. Vintage Books. ISBN 0-307-27571-X.
- Jarymowycz, Roman (2001). 《Tank Tactics; from Normandy to Lorraine》. Lynne Rienner. ISBN 1-55587-950-0.
- Keegan, John (1994) [1982]. 《Six Armies in Normandy》. Penguin Books. ISBN 978-0-14-023542-5.
- Koskodan, Kenneth (2009). 《No Greater Ally: The Untold Story of Poland's Forces in World War II》. Osprey. ISBN 978-1-84908-479-6.
- Latawski, Paul (2004). 《Battle Zone Normandy: Falaise Pocket》. Sutton. ISBN 0-7509-3014-4.
- Lucas, James; Barker, James (1978). 《The Killing Ground, The Battle of the Falaise Gap, August 1944》. Batsford. ISBN 0-7134-0433-7.
- Maczek, Stanisław (1967). 《Avec Mes Blindés》 (프랑스어). Paris: Press de la Cite.
- Maczek, Stanisław (2006) [1944]. “The First Polish Armoured Division in Normandy”. 《Canadian Military History》 (Wilfrid Laurier University Press) 15 (2): 51–70. 2014년 3월 6일에 확인함.
- McGilvray, E. (2005). 《The Black Devil's March - A Doomed Odyssey: The 1st Polish Armoured Division 1939–1945》. Helion. ISBN 1-874622-42-6.
- Reid, Brian (2005). 《No Holding Back》. Robin Brass Studio. ISBN 1-896941-40-0.
- Reynolds, Michael (2001) [1997]. 《Steel Inferno: I SS Panzer Corps in Normandy》. Da Capo. ISBN 1-885119-44-5.
- Reynolds, Michael (2002). 《Sons of the Reich: The History of II SS Panzer Corps in Normandy, Arnhem, the Ardennes and on the Eastern Front》. Casemate. ISBN 0-9711709-3-2.
- Sévigny, Pierre (1946). 《Face a l'Ennemi》 (프랑스어). Montreal: Beauchemin.
- Stacey, Colonel Charles Perry; Bond, Major C. C. J. (1960). “The Victory Campaign: The operations in North-West Europe 1944–1945” (PDF). Official History of the Canadian Army in the Second World War. The Queen's Printer and Controller of Stationery Ottawa. OCLC 317692683. 2008년 9월 12일에 원본 문서 (PDF)에서 보존된 문서. 2008년 8월 20일에 확인함.
- Van Der Vat, Dan (2003). 《D-Day; The Greatest Invasion, A People's History》. Madison Press. ISBN 1-55192-586-9.
- Williams, Andrew (2004). 《D-Day to Berlin》. Hodder. ISBN 0-340-83397-1.